# Peperomia semisupina
Peperomia semisupina är en pepparväxtart som beskrevs av William Trelease. Peperomia semisupina ingår i släktet peperomior, och familjen pepparväxter. Inga underarter finns listade i Catalogue of Life.